# Aleksej Nemov
Aleksej Jurjevitj Nemov (ryska: Алексей Юрьевич Немов), född den 28 maj 1976 i Barasjevo, Ryssland, är en rysk gymnast.
Han tog OS-guld i lagmångkampen, OS-guld i hopp, OS-silver i den individuella mångkampen, OS-brons i fristående, OS-brons i räck och OS-brons i bygelhäst i samband med de olympiska gymnastiktävlingarna 1996 i Atlanta.
Därefter tog han OS-brons i lagmångkampen, OS-guld i räck, OS-guld i den individuella mångkampen, OS-silver i fristående, OS-brons i barr och OS-brons i bygelhäst i samband med de olympiska gymnastiktävlingarna 2000 i Sydney.